# Zandblazen

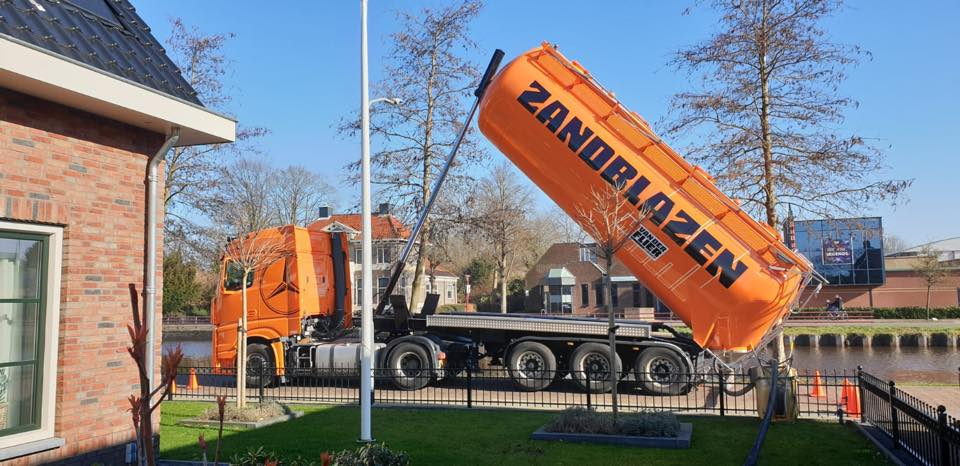
Zandblaasauto

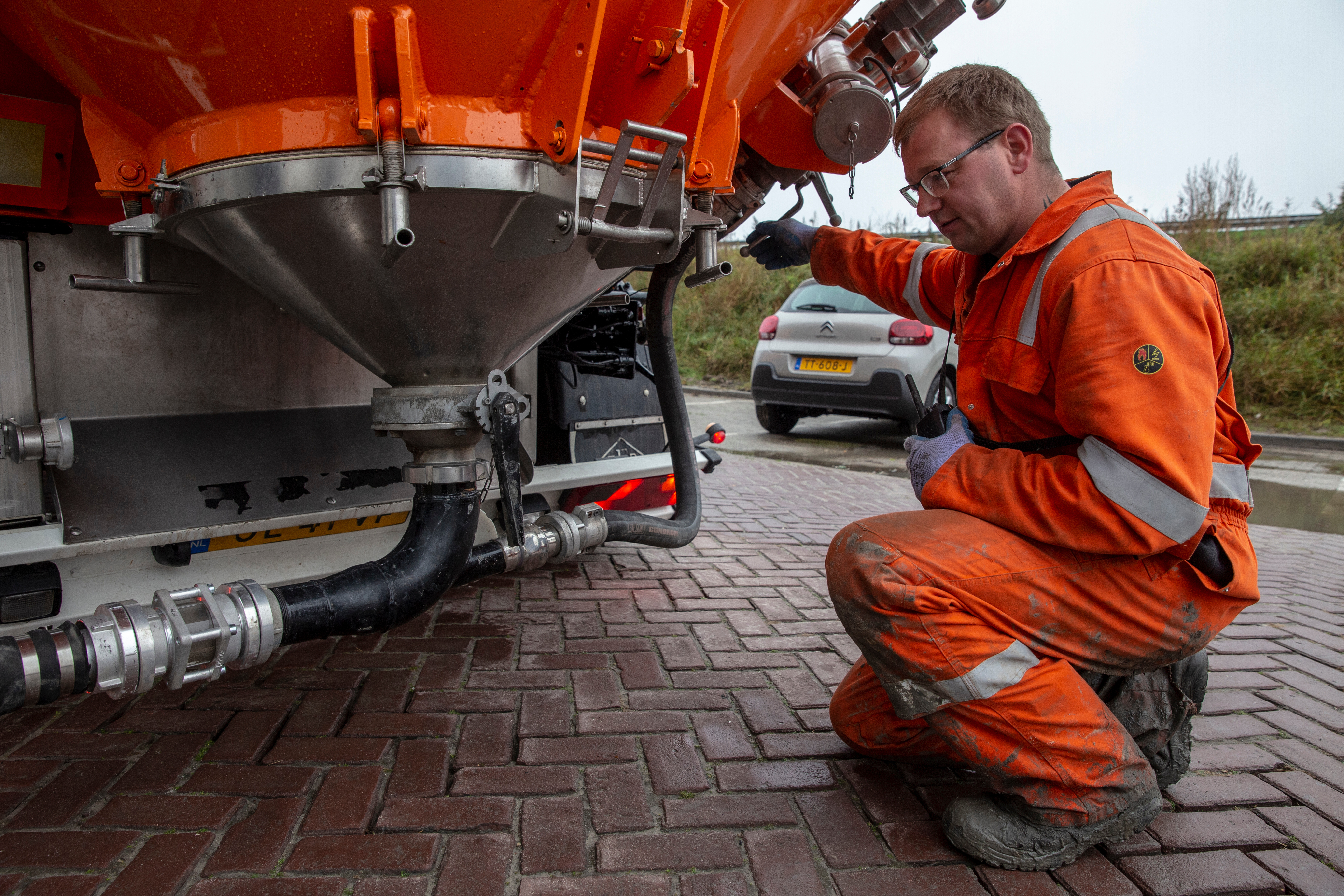
Het lossen van materialen met behulp van de zandblaasmethode.

Zandblazen of zandspuiten is een techniek waarbij met een bulkauto zand geblazen/ gespoten wordt op moeilijk bereikbare plekken, zoals kruipruimtes. Alternatieve methodes om zand op een plek te krijgen, zijn de traditionele schep of door middel van een stortmachine. In sommige gevallen is het echter niet mogelijk om zand te storten in verband met de krappe ruimte. Bovendien kan met de zandblaasauto zeer nauwkeurig gewerkt worden en hoeft het zand niet alsnog verspreid te worden na de werkzaamheden. 

## Zandblaasauto

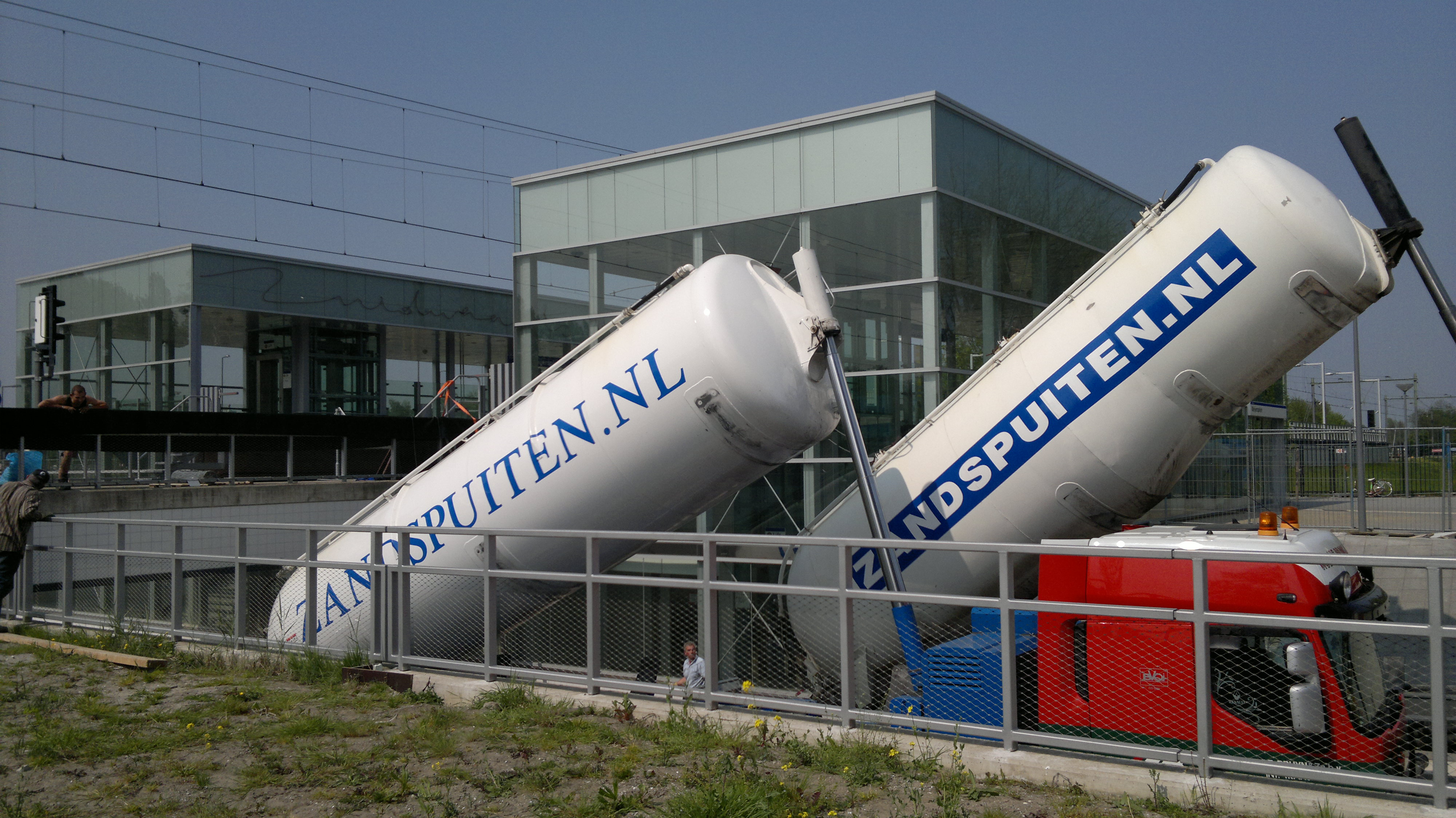
Zwelkleikorrels spuiten bij een metrostation in Rotterdam.

Deze auto wordt gebruikt voor het vervoer van onder meer stort- en bulkgoed, zoals zand, schelpen, dakgrind en ander isolatiemateriaal. In principe kan de auto elke soort stof en elk product vervoeren en blazen, mits het kan worden weggeblazen met behulp van perslucht.

## Zandblazen

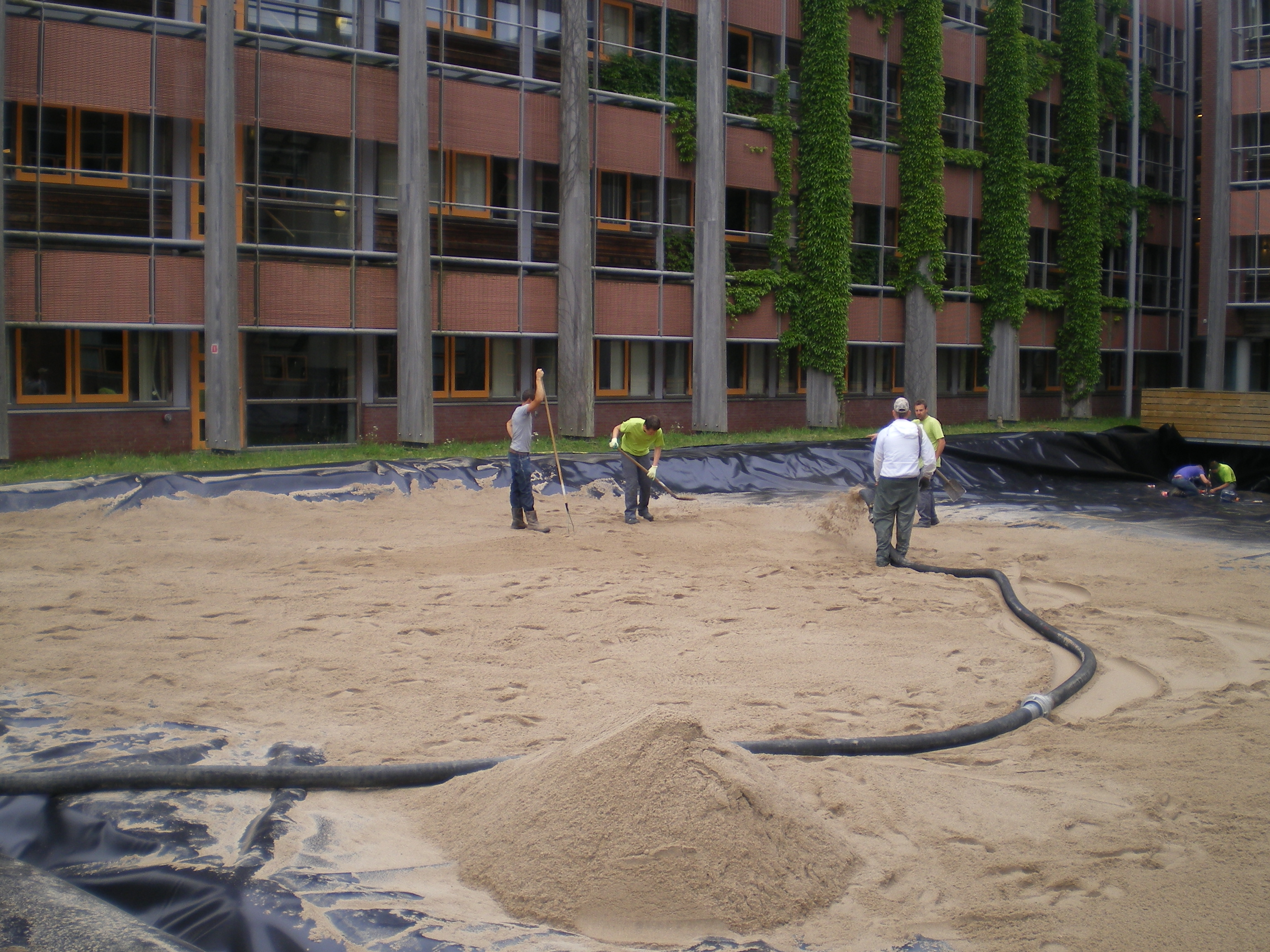
Zandspuiten op een daktuin.

Het lossen van de materialen kan op twee verschillende manieren: met behulp van zwaartekracht en met behulp van overdruk. 
Bij het lossen met zwaartekracht wordt de achterzijde van de tank geopend, waarna de tank gekiept wordt op de losplaats en het product uit de tank stroomt. Bij deze methode is het belangrijk om het voorste mangat aan de bovenzijde te openen, zodat de tank kan luchten. 
Het lossen met overdruk is de meest gebruikte methode. Het voertuig is ontworpen om silo's van bovenaf vol te blazen, maar wordt nu ook gebruikt om zand en andere materialen op moeilijk bereikbare plekken te plaatsen. Bij deze methode wordt het zand door een buis heen naar de stortplaats geblazen  Dit gebeurt met behulp van overdruk. Deze ontstaat door de tank te kiepen en met behulp van de compressor de tank tot een overdruk van 2 tot 2,5 bar te brengen. Vervolgens wordt het materiaal door druk door een uitstroomopening naar de plaats van bestemming geblazen.

## Materialen

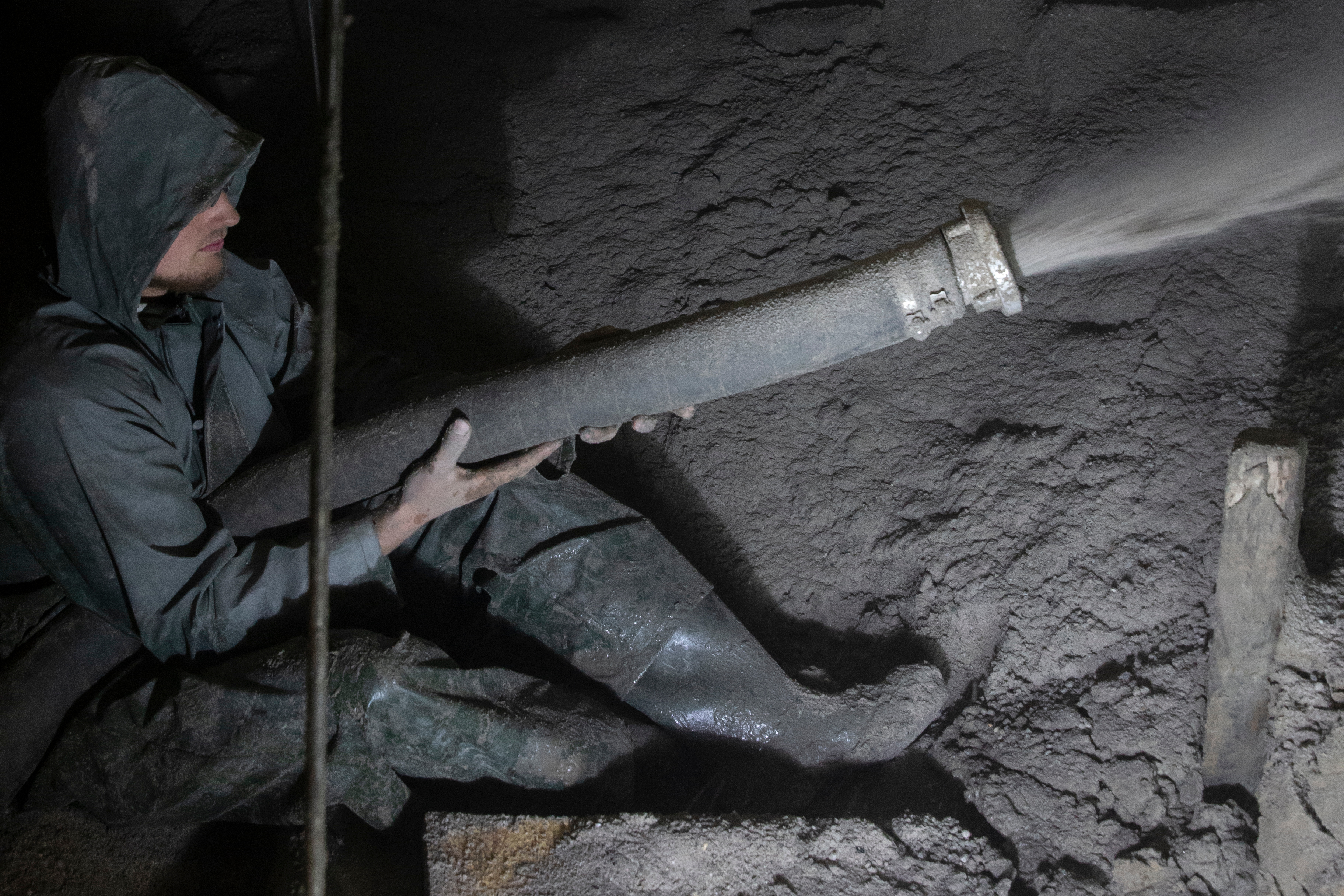
Zandblazen in een kruipruimte.

In principe kan elk materiaal dat weggeblazen kan worden, worden vervoerd en gestort door de zandblaasauto. Voorbeelden van materialen zijn:
- Zand
- Grond
- Kleikorrels
- Schelpen
- Isolatiemateriaal
- Grind

## Voordelen zandblaasmethode
Deze methode is minder arbeidsintensief dan wanneer er gewerkt wordt met de hand. Daarnaast is er vrijwel geen machinebeweging waardoor het werk veilig kan worden uitgevoerd en er dus een zeer gering risico op ongevallen is. Daarnaast is de machine in staat om verschillende materialen te blazen.